# Júbilo Iwata 2012
Questa voce raccoglie le informazioni riguardanti lo Júbilo Iwata nelle competizioni ufficiali della stagione 2012.

## Maglie e sponsor
Le maglie, prodotte dalla Puma, recano sulla parte anteriore lo sponsor Yamaha, accompagnato dalle sponsorizzazioni addizionali Hamamatsu e SALA.
| Manica sinistra · Manica sinistra · Maglietta · Maglietta · Manica destra · Manica destra · Pantaloncini · Calzettoni | Manica sinistra · Manica sinistra · Maglietta · Maglietta · Manica destra · Manica destra · Pantaloncini · Calzettoni |  |

## Rosa
| N. |                          | Ruolo | Calciatore           |
| -- | ------------------------ | ----- | -------------------- |
| 1  | Giappone (bandiera)      | P     | Yoshikatsu Kawaguchi |
| 4  | Giappone (bandiera)      | D     | Mitsuru Chiyotanda   |
| 5  | Giappone (bandiera)      | C     | Yūichi Komano        |
| 6  | Brasile (bandiera)       | C     | Rodrigo Souto        |
| 7  | Giappone (bandiera)      | C     | Yuki Kobayashi       |
| 8  | Corea del Sud (bandiera) | A     | Baek Sung-Dong       |
| 9  | Giappone (bandiera)      | A     | Ryōhei Yamazaki      |
| 10 | Giappone (bandiera)      | C     | Hiroki Yamada        |
| 11 | Giappone (bandiera)      | C     | Takuya Matsuura      |
| 13 | Giappone (bandiera)      | D     | Tomohiko Miyazaki    |
| 14 | Giappone (bandiera)      | A     | Yuki Oshitani        |
| 15 | Giappone (bandiera)      | C     | Minoru Suganuma      |
| 16 | Giappone (bandiera)      | D     | Jō Kanazawa          |
| 17 | Giappone (bandiera)      | A     | Hidetaka Kanazono    |

| N. |                           | Ruolo | Calciatore        |
| -- | ------------------------- | ----- | ----------------- |
| 18 | Giappone (bandiera)       | A     | Ryōichi Maeda     |
| 20 | Giappone (bandiera)       | C     | Shūto Yamamoto    |
| 21 | Giappone (bandiera)       | P     | Naoki Hatta       |
| 22 | Giappone (bandiera)       | D     | Shun'ya Suganuma  |
| 23 | Giappone (bandiera)       | C     | Kōsuke Yamamoto   |
| 24 | Corea del Sud (bandiera)  | D     | Cho Byung-Kuk     |
| 25 | Giappone (bandiera)       | D     | Nagisa Sakurauchi |
| 26 | Giappone (bandiera)       | C     | Ryōsuke Matsuoka  |
| 27 | Giappone (bandiera)       | D     | Takaaki Kinoshita |
| 30 | Giappone (bandiera)       | A     | Yoshirō Abe       |
| 31 | Giappone (bandiera)       | P     | Akihiko Takeshige |
| 32 | Giappone (bandiera)       | P     | Kei Uemura        |
| 33 | Giappone (bandiera)       | D     | Yoshiaki Fujita   |
| 34 | Corea del Nord (bandiera) | A     | Hwang Song-Su     |

## Statistiche

### Statistiche di squadra
| Competizione           | Punti | Totale | Totale | Totale | Totale | Totale | Totale | DR |
| Competizione           | Punti | G      | V      | N      | P      | Gf     | Gs     | DR |
| ---------------------- | ----- | ------ | ------ | ------ | ------ | ------ | ------ | -- |
| J. League Division 1   | 46    | 34     | 13     | 7      | 14     | 57     | 53     | +4 |
| Coppa Yamazaki Nabisco | -     | 6      | 4      | 0      | 2      | 10     | 11     | -1 |
| Coppa dell'Imperatore  | -     | 3      | 1      | 1      | 1      | 9      | 4      | +5 |
| Totale                 | -     | 43     | 18     | 8      | 17     | 76     | 68     | +8 |